# Ao Vivo (álbum de Chitãozinho & Xororó)
Ao Vivo é o primeiro álbum ao vivo da dupla sertaneja Chitãozinho & Xororó, lançado em 1992 em LP, K7, CD e VHS. O álbum reúne os grandes sucessos lançados pela dupla ao longo da carreira até aquele ano, como "Evidências", "Fio de Cabelo", "Nuvem de Lágrimas", "Se Deus Me Ouvisse", "Pé na Estrada", entre outros, e contou com a regência do maestro Eduardo Lages.

## Faixas
| N.º | Título | Compositor(es) | Duração |  |
| 1.  | "Abertura: Chitãozinho e Xororó / Cowboy do Asfalto / Evidências / Pé Na Estrada / É Assim Que Te Amo (The Air That I Breathe) / Cowboy do Asfalto / Somos Así (Somos Assim) / Cowboy do Asfalto" (Instrumental) | Athos Campos / Serrinha; Joel Marques; José Augusto / Paulo Sérgio Valle; Joel Marques / Xororó; Hammond / Hazlewood (versão: Xororó); Joel Marques; Paulo Debétio / Paulinho Rezende (versão: Carla); Joel Marques | 3:46    |  |
| 2.  | "Nuvem de Lágrimas" | Paulo Debétio / Paulinho Rezende | 4:15    |  |
| 3.  | "Nascemos Pra Cantar (Shambala)" | Danny Moore (versão: Chitãozinho / Xororó) | 3:03    |  |
| 4.  | "É Assim Que Te Amo (The Air That I Breathe)" | Hammond / Hazlewood (versão: Xororó) | 4:04    |  |
| 5.  | "Se Deus Me Ouvisse" | Almir Rogério | 3:32    |  |
| 6.  | "Planeta Azul" (música incidental: "Assim Falou Zaratustra Op. 30 (Introdução)") | Xororó / Aldemir | 3:27    |  |
| 7.  | "Evidências" | José Augusto / Paulo Sérgio Valle | 5:02    |  |
| 8.  | "Foge de Mim" | Fátima Leão / Zezé Di Camargo | 4:26    |  |
| 9.  | "Somos Así (Somos Assim)" | Paulo Debétio / Paulinho Rezende (versão: Carla) | 4:29    |  |
| 10. | "A Minha Vida (Comme D'Habitude) (My Way)" | Claude François / Jacques Revaux / Gilles Thibaut / Paul Anka (versão: Eduardo Lages / Paulo Sérgio Valle) | 4:24    |  |
| 11. | "Fio de Cabelo" | Marciano / Darci Rossi | 3:26    |  |
| 12. | "Pé Na Estrada" | Joel Marques / Xororó | 3:35    |  |